# Varberga

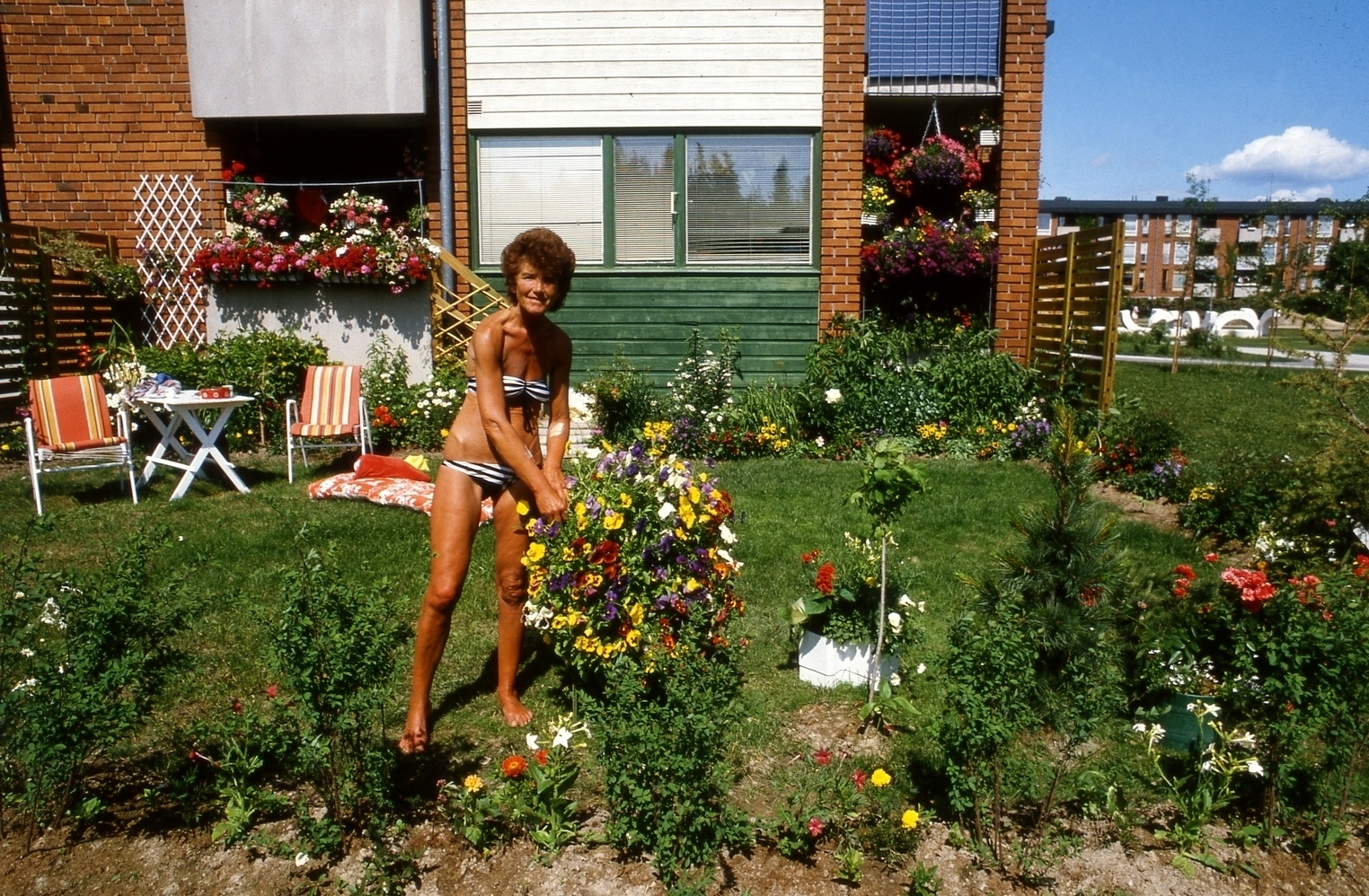
Uteplats i Varberga

Varberga är en stadsdel i Örebros nordvästra utkant, belägen c:a 3½ km från centrum. Varbergaområdet tillhörde tidigare Varberga gård, som låg under Längbro landskommun. Området ligger mellan Oxhagen, Västerleden, Mellringe och Hjärsta

## Historik
År 1955 föreslog regeringen till riksdagen, efter en begäran från Örebro kommun, om att sälja ett cirka 18.000 kvadratmeter av Livregementets grenadjärers övningsfält i Örebro för en köpeskilling av 72 300 kronor. Området i utgjorde en del av mark, som enligt ett mellan kronan och staden år 1907 träffat avtal för reglering av frågan om anskaffandet av övningsmark för Livregementets grenadjärer skulle återlämnas till staden för den händelse regementet eller annat förband av motsvarande storlek icke längre kommer att förläggas till Örebro. Området som utgjorde delar av stadsägorna nr 709, 1181 och 1182 i Örebro, ville staden få tillgång till för bostadsbebyggelse.
Området bebyggdes med flerfamiljshus i rött tegel under åren 1962–1966. Arkitekter var Jöran Curman och Nils Gunnartz, Stockholm. Totalt finns c:a 1600 lägenheter som ägs av det kommunala bostadsbolaget Örebrobostäder. I området finns låg- och mellanstadieskola, förskola, vårdcentral och ett utomhusbad. Området kring Varberga präglas av gröna, öppna ytor.

## Varbergaskogen
Skogen intill bostadsområdet Varberga är ett naturreservat från och med maj 2009. Reservatet är på 93 hektar. Inom området finns flera olika skogstyper – ljus björkskog, tallskog och tätare "trollskog". Reservatet erbjuder en miljö rik på växter och fåglar.

## Utsatt område
Varberga är ett av områdena som polisen klassificerat som utsatt område.

### Webbkällor
- Örebro kommun
- Örebrobostäder
- Varbergaskogen